# Borzykowa (województwo łódzkie)
Borzykowa – wieś w Polsce położona w województwie łódzkim, w powiecie radomszczańskim, w gminie Żytno.

## Historia
Borzykowa mogła istnieć już przed przyjęciem chrztu przez Mieszka I. Pierwsza pisemna wzmianka o miejscowości pochodzi z 1098. Natomiast z 1105 pochodzi zapis potwierdzający istnienie w Borzykowej parafii. Miejscowość należała w tym czasie do kapituły gnieźnieńskiej, stanowiąc ważny ośrodek życia religijnego. 
Istotne znaczenie Borzykowej potwierdza fakt zwołania przez arcybiskupa gnieźnieńskiego Henryka Kietlicza synodu prowincjonalnego, który odbył się w lipcu 1210. Oprócz wielu biskupów, między innymi bł. Wincentego Kadłubka w synodzie wzięli udział także książęta polscy, między innymi Władysław Odonic, Konrad Mazowiecki i Leszek Biały, przez co stał się on istotnym wydarzeniem politycznym.
W XIII wieku Borzykowa była drugą co do wielkości parafią w Polsce, liczącą ponad 900 wiernych. Borzykowa była już wtedy wsią szlachecką, gniazdem rodowym Borzykowskich herbu Abdank. Ufundowali oni w miejscowości kościół parafialny (nieistniejący współcześnie). W 1522 arcybiskup gnieźnieński Jan Łaski przeprowadził wizytację parafii. W Liber Beneficiorum wymienia on Piotra z Białej jako proboszcza borzykowskiego.
Za czasów Królestwa Polskiego istniała gmina Borzykowa. W czasie zaborów Borzykowa należała do zaboru rosyjskiego. W latach 1841–1885 wybudowano w Borzykowej nowy kościół. Od 1925 parafia w Borzykowej należy do archidiecezji częstochowskiej (do 1992 diecezji). W 1991 sprowadzono do niego relikwie bł. Wincentego Kadłubka.
W latach 1954–1972 wieś należała i była siedzibą władz gromady Borzykowa. W latach 1975–1998 miejscowość administracyjnie należała do województwa częstochowskiego.

## Zabytki
We wsi znajduje się kościół pw. Piotr Apostołśw. Piotra i Pawła, wybudowany w latach 1841–1885. Bezstylowy, orientowany, jednonawowy z wielobocznym prezbiterium oraz wieżą po zachodniej stronie. W kościele znajduje się zabytkowa XI-wieczna kamienna chrzcielnica. Na wieży kościoła dzwon z XVI wieku. 
W Borzykowej prawdopodobnie w XV i XVI wieku istniał dwór – siedziba Borzykowskich. Nie zachował się niestety do współczesnych czasów. Pozostałością po nim jest wyspa położona wśród stawów rybnych.
Cmentarz parafialny, jako obiekt zabytkowy wpisany jest do rejestru zabytków NID pod nr rej.: 435/88 z 27 maja 1988